# Jardín de los Combatientes de La Nueve
El jardín de los Combatientes de la Nueve, llamado también parque de la Nueve, es una plaza y parque público español ubicado en el barrio de Pueblo Nuevo (Madrid). 
El parque fue inaugurado en abril de 2017 con la presencia de la alcaldesa de Madrid, Manuela Carmena, y su homóloga parisina, Anne Hidalgo. El espacio es un homenaje a los combatientes de La Nueve, una compañía blindada formada casi íntegramente por unos 150 republicanos españoles que participaron destacadamente en la Liberación de París.